# Симонова Ксенія Олександрівна
Ксе́нія Олекса́ндрівна Си́монова, у шлюбі Паскар (нар. 22 квітня 1985, Євпаторія) — українська художниця в жанрі пісочної анімації. Переможниця 1-го сезону (2009) шоу «Україна має талант» (СТБ).

## Життєпис
За фахом Ксенія Симонова — психофізіолог і художник-графік. 
Одружена, має сина.

## Творчість
Почала писати картини в 2008 році, коли через кризу була змушена згорнути свій приватний бізнес.
Стала відомою в 2009 році, після перемоги в шоу-конкурсі «Україна має талант», що принесла їй 1000000 грн: виконала 2 свої композиції, присвячені перемозі СРСР у німецько-радянській війні та батькам.
Пізніше брала участь в кількох міжнародних виставках і конкурсах, а також комерційних заходах. Займається благодійністю.
У грудні 2009 року в євпаторійському театрі імені О. Пушкіна урочисто відкрили першу у світі виставку пісочних картин «Пісочна Людина», що стала також першою персональною виставкою Ксенії Симонової. За її словами, з Євпаторії «Пісочну Людину» перевезуть до Сімферополя, в художній музей, а вже звідти виставка вирушить до Австрії, Франції, Англії, і це зарубіжне турне країнами Європи триватиме цілий рік. І справді, в Сімферопольському художньому музеї виставка робіт Ксенії Симонової (136 робіт — графіка, живопис, пісочна анімація) відкрилася 29 грудня 2009 року і мала працювати до 31 січня 2010 року, але була продовжена до 22 лютого.
Відео створення пісочних картин Ксенією Симоновою на YouTube переглянули понад 38 мільйонів разів (станом на 8 липня 2015 року), це відео стала найпопулярнішим серед українських відео на ютубі.
Останні роки Симонова займається створенням фільмів про життя святих в жанрі пісочної анімації, і вважає це справою свого життя. Серед створених фільмів — стрічки про Миколая Чудотворця, преподобного Серафима Саровського, святителя Луку Кримського, Царствених страстотерпців, преподобномученицю Єлизавету Федорівну, священномученика Елеазара Євпаторійського, преподобну Олександру Дівеєвську, благовірного князя Димитрія. За старання і труди у славу Святої Церкви удостоєна Благословенної Грамоти Предстоятеля УПЦ, Митрополита Київського і всієї України Онуфрія.
У 2011 року Симонова брала участь у пісенному конкурсі Євробачення-2011 у Дюссельдорфі, де допомагала на сцені своєю пісочною анімацією українській учасниці Міці Ньютон. Україна посіла 4 місце у фіналі конкурсу. 
У травні 2016 року Ксенія Симонова запрошена як спеціальна гостя у телешоу Supertalent у Хорватії. Вона показала композицію «Реквієм» (інша назва «Ти завжди поруч») про велике горе Другої світової війни.
У 2017 році її запросили як спеціальну гостю на ювілейний, 15-й фестиваль Koktebel Jazz Party, який проводився окупаційною владою в тимчасово анексованому Криму в Коктебелі.
У 2019 року Симонова взяла участь у спін-офі талант-шоу «Америка має талант» під назвою «Америка має талант: Чемпіони» на телеканалі NBC, в якому отримали право на виступ 50 найяскравіших переможців та фіналістів франшизи з різних країн світу. Судді високо оцінили її виступ, а ведучий-шоу Террі Крюс натиснув «золоту кнопку» (англ. «Golden Buzzer»), давши їй право відразу потрапити до фіналу.
У фіналі, підсумки якого стали відомі 18 лютого, Ксенія Симонова посіла третє місце.
Також у 2019 Симонова здобула Золоту кнопку Golden Buzzer у єдиному спін-офф британського шоу Britain's Got Talent: the Champions від телеведучої та судді проекту Аманди Холден   і зайняла третє місце у фіналі шоу. 
У травні 2019 Симонова взяла участь у пісенному конкурсі Євробачення як постановник номера співачки Ганни Одобеску з Молдови, виступивши з нею на сцені з новим жанром "снігової" анімації. 

### Громадянська позиція
Після російської збройної агресії проти України проводила виступи в Росії та на території окупованого Криму. У 2017 році на запрошення російського журналіста Дмитра Кисельова взяла участь у фестивалі «Jazz Koktebel». У 2018 році отримала медаль уповноваженого з прав людини Російської Федерації «Поспішайте робити добро».